# Calospila maeon
Calospila maeon is een vlindersoort uit de familie van de prachtvlinders (Riodinidae), onderfamilie Riodininae.
Calospila maeon werd in 1903 beschreven door Godman.